# Сюзанна Хардалян
Сюзанна Хардилян (другие варианты Харталян и Карталян; арм. Սյուզան Խարդալյան; швед. Suzanne Khardalian) (5 февраля 1956 год; Бейрут) — шведская журналистка, публицист и режиссёр-документалист армянского происхождения.

## Биография
Сюзан Харталян родилась 5 февраля 1956 года в столице Ливана, городе Бейрут, куда ее семья перебралась спасаясь от геноцида армян. Учась в Бейруте и Париже, получила образование журналиста. Являлась редакторам парижской армянской газеты «Камк» (Воля). С 1987 года проживает в Стокгольме. Имеет степень магистра Международного права и дипломатии Школы Флетчера в Университете им. Тафтса. В Швеции окончила Стокгольмскую школу документального кино.
В 1988 году снимает документальный фильм о геноциде армян «Возвращение к Арарату», который спустя год, в 1989 году, на премии национальной шведской киноакадемии «Золотой жук», был признан лучшим фильмом. Часть съемок проходила в Турции, режиссерская группа работала скрытой камерой, однако они были замечены и схвачены властями. Харталян вместе со всей командой обвинили в шпионаже в пользу Швеции. Харталян, в своих работах, неоднократно возвращалась к армянской тематике. По ее словам тема Геноцида проходит красной нитью по всем моим фильмам. В 2011 году она закончила фильм «Татуировки моей бабушки» (или Клеймо моей бабушки), рассказывающий историю ее бабушки, пережившей геноцид армян и сексуальное рабство. На следующий год документально-биографическая картина была представлена на Ереванском международном кинофестивале  «Золотой абрикос 2012», где удостоилась премии национальной киноакадемии Армении. 
В августе 2012 года режиссер на своей странице в Facebook сообщила, что вышла замуж за
оператора и режиссера Пер Холмквиста. Однако на поверку оказалось, что с последним они женаты вот уже как 22 года, а до сего дня они не хотели афишировать свой союз.

## Фильмография
- 2011 — Татуировки моей бабушки
- 2008 — Молодой Фрейд в Газе
- 2005 — Ерунда
- 2005 — Я ненавижу собак!
- 2002 — Где моя победа?[Ком 1]
- 2001 — Слова и камень — 2000 Газе
- 2000 — Из опиума хризантемы
- 1997 — Её армянский принц
- 1996 — Лев из Газы
- 1991 — Скрыть от Анжелы!
- 1988 — Тайная война Советского Союза[Ком 1]
- 1988 — Возвращение к Арарату

## Награды
- 1988 — Лучший фильм («Золотой жук»)
- 2012 — Премия национальной киноакадемии Армении («Золотой абрикос»)

## Комментарии
1. 1 2  Фильм рассказывает о карабахском движении, и военных действиях в регионе[6]